# Mèo Oggy và những chú gián tinh nghịch (mùa 6)
Mèo Oggy và những chú gián tinh nghịch - Mùa 6 (tiếng Pháp: Oggy et les Cafards - Saison 6, tiếng Anh: Oggy and the Cockroaches - Season 6) là chương trình Gulli

## Mùa 6 (2017-2018) (làm lại mùa 1 và 2)
| Tổng hợp số tập | Số tập | Tên tập phim (tiếng Việt)        | Tên tiếng Anh                 | Được viết bởi      | Nghệ sĩ kịch bản bởi | Làm lại từ                         |
| --------------- | ------ | -------------------------------- | ----------------------------- | ------------------ | -------------------- | ---------------------------------- |
| 346             | 1      | Mở khóa tủ lạnh                  | Crackdown on the Fridge       | Serge Thiriet      | Rudy Bloss           | Nhiệm vụ Oggy                      |
| 347             | 2      | Cấm cười                         | Laughter Forbidden            | Michel Gaudelette  | Ludovic Hell         | Khí cười                           |
| 348             | 3      | Những chú gián đối đầu với chuột | Cockroach vs. Mouse           | Christophe Pittet  | Jean-Louis Capron    | Người ngoài                        |
| 349             | 4      | Cà phê mạnh                      | Strong Coffee                 | Michel Gaudelette  | Rudy Bloss           | Lắc đi, Oggy, Lắc đi               |
| 350             | 5      | Bộ dụng cụ của Jack              | Jack's Kit                    | Paul Nougha        | François Reczulski   | Bộ dụng cụ của mèo                 |
| 351             | 6      | Chú chó nhỏ đáng yêu             | Cute Little Puppy             | Olivier Jean Marie | François Reczulski   | Một chú chó vào buổi chiều         |
| 352             | 7      | Cuộc xâm lược tuyệt vời          | The Great Invasion            |                    |                      | Nhân bản khắp nơi                  |
| 353             | 8      | Răng đổi ngoại tệ                | Tooth Exchange                | Olivier Jean-Marie | François Reczulski   | Răng tốt là đúng                   |
| 354             | 9      | Trang phục của Oggy              | Oggy's Costume                |                    |                      | Oggy nhân bản                      |
| 355             | 10     | Mẹ Oggy                          | Mamma Oggy                    |                    |                      | 9 tháng và đếm ngược               |
| 356             | 11     | Oggy và những con mèo            | Oggy and the Kittens          |                    |                      | Oggy và em bé                      |
| 357             | 12     | Tờ vé số trúng thưởng            | The Winning Ticket            |                    |                      | Tấm vé số                          |
| 358             | 13     | Siêu nhân Dee Dee                | Super Dee Dee                 |                    |                      | Oggy và Siêu chú gián              |
| 359             | 14     | Ở nhà một mình                   | Alone at Last                 |                    |                      | Quá cô đơn                         |
| 360             | 15     | Ăn vặt                           | Snack Time                    |                    |                      | Cổ máy thời gian                   |
| 361             | 16     | Búp bê                           | Doll Idol                     |                    |                      | Búp bê trẻ em                      |
| 362             | 17     | Lên và xuống                     | Ups and Downs                 | Olivier Jean-Marie | Charles Vaucelle     | Lộn ngược                          |
| 363             | 18     | Ban phước con lành, Oggy         | Bless You Oggy!               | Michel Gaudelette  | François Reczulski   | Ẩn và Bệnh                         |
| 364             | 19     | Kẻ cướp bóc                      | The Loot                      | Olivier Jean-Marie | Thomas Szabó         | Đi chậm với bột của bạn            |
| 365             | 20     | Chú gián quyến rũ                | Roach Charmer                 |                    |                      | Oggy và Sáo phép thuật             |
| 366             | 21     | Cái thảm điên rồ                 | A Crazy Carpet                |                    |                      | Thảm thần                          |
| 367             | 22     | Thức dậy đi Oggy!                | Wake-Up Oggy!                 |                    |                      | Một đêm không ngủ                  |
| 368             | 23     | Chuyến bay trên cao              | Wild Flight                   |                    |                      | Khinh khí cầu                      |
| 369             | 24     | Quả bóng nảy                     | Bouncing Ball                 | Olivier Jean-Marie | Olivier Jean-Marie   | Quả bóng lỗi                       |
| 370             | 25     | Con gián Oggy                    | Cockroach Oggy                | Savy Durand        | Rudy Bloss           | Biến hình                          |
| 371             | 26     | Hàng xóm xâm nhập                | An Intrusive Neighbor         | François Rosso     | François Rosso       | Áo nhà tắm                         |
| 372             | 27     | Bản dạ khúc cho con quái vật     | Serenade for a Monster        |                    |                      | Kèn túi                            |
| 373             | 28     | Hàm răng giả chống sốc           | A Shockproof Denture          |                    |                      | Cái răng cho cái răng              |
| 374             | 29     | Một con mồi nổi loạn             | A Rebel Bait                  |                    |                      | Mồi Cắn trở lại                    |
| 375             | 30     | Một chuyến tàu hoang dã          | A Wild Train Ride             | Olivier Jean-Marie | Patrick Claeys       | Một lối sống theo dõi              |
| 376             | 31     | Ngày xui xẻo                     | Bad Luck Day                  | Thierry Benenati   | François Reczulski   | Nhầm cạnh bên của giường           |
| 377             | 32     | Huấn luyện mèo                   | Oggy Cat Trainer              |                    |                      | Oggy có mèo con                    |
| 378             | 33     | Người thuê nhà                   | The Tenants                   |                    |                      | Nhà cho thuê                       |
| 379             | 34     | Chiến tranh sô cô la             | Chocolate Wars                | Jim Gomez          | François Reczulski   | Sô cô la đắng                      |
| 380             | 35     | Thiên nhiên đang gọi             | Nature's Call                 | Nicolas Gallet     | Lionel Allaix        | Chiếm đóng                         |
| 381             | 36     | Học bay                          | Flying Lesson                 |                    |                      | Người tham vọng cao                |
| 382             | 37     | Lái xe điên rồ                   | Crazy Driving!                |                    |                      | Mẹo cho con đường                  |
| 383             | 38     | Trò chơi xếp hình                | Puzzle Mania                  |                    |                      | Oggy chơi xếp hình                 |
| 384             | 39     | Chuyến giao hàng đặc biệt        | Special Deliveries            |                    |                      | Em bé lạc                          |
| 385             | 40     | Dưới ánh sáng mặt trời           | Under the Sun                 |                    |                      | Sóng nhiệt                         |
| 386             | 41     | Úm ba la xì bùa                  | Abracadabra                   |                    |                      | Joker nói đùa                      |
| 387             | 42     | Một con vật cưng ngoan ngoãn     | A Voracious Pet               |                    |                      | Đà điểu đói                        |
| 388             | 43     | Nghiện TV                        | TV Addict                     | Michel Gaudelette  | François Reczulski   | Ám ảnh cái TV                      |
| 389             | 44     | Gấu bông đáng yêu                | Sweet Teddy-Bear              | Michel Gaudelette  | Olivier Jean-Marie   | Gấu không thể chịu được            |
| 390             | 45     | Robot Oggy                       | Oggy Robot                    |                    |                      | Mèo máy                            |
| 391             | 46     | Giáng sinh vui nhộn              | Christmas Spirit              | Paul Nougha        | Luis Ruis            | Đình chiến mùa Giáng Sinh          |
| 392             | 47     | Một ngày cuối tuần điên rồ       | A Crazy Weekend               |                    |                      | Ngày Chủ nhật xanh                 |
| 393             | 48     | Thử thách                        | The Challenge                 | Olivier Jean-Marie | Olivier Jean-Marie   | Trận đấu tranh giành điều khiển    |
| 394             | 49     | Cơn sút bóng đá                  | Soccer Fever                  | Olivier Jean-Marie | Christopher Ollivier | Cú sút Phạt đền                    |
| 395             | 50     | Thất lạc trên biển               | Lost at Sea                   | Olivier Jean-Marie | Charles Vaucelle     | Rủi ro biển                        |
| 396             | 51     | Vào sâu trong hoang dã           | Deep into the Wild            |                    |                      | Safari rất tốt                     |
| 397             | 52     | Bữa tiệc khu vườn kì quặc        | Wacky Garden Party            | Michel Gaudelette  | Lionel Allaix        | Tiệc BBQ                           |
| 398             | 53     | Đến giờ đi tắm rồi!              | Bath Time!                    |                    |                      | Ngày giặt giũ                      |
| 399             | 54     | Vô địch Bowling                  | Bowling Champions             |                    |                      | Cú Strike                          |
| 400             | 55     | Em gái Oggy                      | Oggy's Sister                 | Olivier Jean-Marie | François Reczulski   | Yêu và nụ hôn                      |
| 401             | 56     | Một thân hình phù hợp cho Oggy   | A Fit Body for Oggy           |                    |                      | Oggy ăn kiêng                      |
| 402             | 57     | Khuôn mặt mới của Oggy           | Oggy's Brand New Face         |                    |                      | Đối mặt                            |
| 403             | 58     | Sấm Oggy                         | Thunder Oggy                  |                    |                      | Tai vách mạch rừng                 |
| 404             | 59     | Công trình đang được tiến hành   | Destruction Work in Progress  |                    |                      | Cẩn thận với sự phá hủy            |
| 405             | 60     | Người bạn nhờn                   | A Greedy Friend               |                    |                      | Chất nhờn                          |
| 406             | 61     | Có gì trên thực đơn vậy?         | What's on the Menu            |                    |                      | Ra ngoài buổi tối của Oggy         |
| 407             | 62     | Ngủ ngon, đừng ngủ chặt          | Good Night, Don't Sleep Tight |                    |                      | Quái vật từ trong bùn              |
| 408             | 63     | Thảm họa bãi biển                | Beach Havoc                   | Olivier Jean-Marie | François Reczulski   | Bãi biển                           |
| 409             | 64     | Oggy Mini                        | Itsy-Bitsy Oggy               | Olivier Jean-Marie | Didier Degand        | Một thế giới nhỏ                   |
| 410             | 65     | Túi đồ ma thuật                  | Magic Laundry Bag             |                    |                      | Túi xách của Oggy                  |
| 411             | 66     | Vệ sĩ của Oggy                   | Bodyguard Oggy                |                    |                      | Cẩn thận với vệ sĩ                 |
| 412             | 67     | Chơi đất sét                     | Playing Dough                 |                    |                      | Biến dạng                          |
| 413             | 68     | Điều khiển                       | Remote Controlled             |                    |                      | Chuyển động vĩnh viễn              |
| 414             | 69     | Dập tan cơn nóng                 | Locked Out                    |                    |                      | Tiền tiết kiệm                     |
| 415             | 70     | Điều khiển não                   | Brain Control                 | Olivier Jean-Marie | Laurent Nicolas      | Tất cả đều nằm trong tầm kiểm soát |
| 416             | 71     | Một khách hàng không mong muốn   | An Unwanted Customer          |                    |                      | Mua sắm điên cuồng                 |
| 417             | 72     | Bị dính độc                      | Green Trouble                 |                    |                      | 7 phút & đếm                       |
| 418             | 73     | Mạng Oggy                        | Cyber Oggy                    |                    |                      | Thế giới ảo                        |
| 419             | 74     | Chiếc còi quyền lực              | Whistle Power                 |                    |                      | Chiếc còi tạm dừng                 |
| 420             | 75     | Những thú vui của cắm trại       | The Delights of Camping       |                    |                      | Trại viên vui vẻ                   |
| 421             | 76     | Phân chia ranh giới              | Bad Sport                     |                    |                      | Người chiến thắng                  |
| 422             | 77     | Đến giờ biểu diễn rồi!           | Showtime!                     | Olivier Jean-Marie | Lionel Allaix        | Danh tiếng và vinh quang           |
| 423             | 78     | Điều trị nấc cục                 | Hiccup Treatment              |                    |                      | Nấc cục                            |